# Aproximante lateral surda
A aproximante lateral surda é um fonema bem comum em línguas asiáticas mas que também ocorre em algumas línguas europeias como dinamarquês e norueguês.
Os símbolos no Alfabeto Fonético Internacional que representam os aproximados lateral dentário, alveolar e pós-alveolar são ⟨l̥⟩ e ⟨l̊⟩, combinações da letra para o aproximante lateral alveolar sonoro e um diacrítico indicando ausência de voz acima ou abaixo da letra.
O símbolo X-SAMPA equivalente é l_0. Aproximantes laterais mudos são comuns nas línguas sino-tibetanas, mas incomuns em outros lugares.

## Características

### Características do aproximante lateral alveolar sem voz

#### Existem quatro variantes específicas de [l̥]
1. Dental, o que significa que é articulado com a ponta ou a lâmina da língua nos dentes superiores, denominados respectivamente apical e laminal.
2. Denti-alveolar, o que significa que se articula com a lâmina da língua na crista alveolar e a ponta da língua atrás dos dentes superiores.
3. Alveolar, o que significa que é articulado com a ponta ou a lâmina da língua na crista alveolar, denominada respectivamente apical e laminal.
4. Pós-alveolar, o que significa que é articulado com a ponta ou a lâmina da língua atrás da crista alveolar, denominada respectivamente apical e laminal.

- Sua fonação é surda, o que significa que é produzida sem vibrações das cordas vocais. Em alguns idiomas, as cordas vocais estão ativamente separadas, por isso é sempre sem voz; em outras, as cordas são frouxas, de modo que pode assumir a abertura de sons adjacentes.
- É uma consoante oral, o que significa que o ar só pode escapar pela boca.
- É uma consoante lateral, o que significa que é produzida direcionando o fluxo de ar para os lados da língua, em vez de para o meio.
- O mecanismo da corrente de ar é pulmonar, o que significa que é articulado empurrando o ar apenas com os pulmões e o diafragma, como na maioria dos sons.
- Sua forma de articulação é aproximada, o que significa que é produzida pelo estreitamento do trato vocal no local da articulação, mas não o suficiente para produzir uma corrente de ar turbulenta.[3]

## Ocorrência

### Dental ou denti-alveolar
| Língua      | Língua               | Palavra | IPA       | Significado    | Notas |
| ----------- | -------------------- | ------- | --------- | -------------- | --- |
| Khanty      | Dialeto Surgut       | ԓӓпәт   | [ˈl̥æpət]  | 'Sete'         | Contrasta com /l̥ʲ/ palatalizado. Corresponde a /l/ ou /t/ em outros dialetos                                                                  |
| Khanty      | Dialeto kazym        | ԓапәт   | [ˈl̥ɑpət]  | 'Sete'         | Contrasta com /l̥ʲ/ palatalizado. Corresponde a /l/ ou /t/ em outros dialetos                                                                  |
| Moksha      | Moksha               | калхне  | [ˈkal̥nʲæ] | 'estes peixes' | Contraste as versões sem voz simples, sem voz, sem voz palatalizada e as versões com voz palatalizada.                                        |
| Norueguês   | Dialeto de Trondheim | sælt    | [s̪al̪̊t̪]    | 'vendido'      | Denti-alveolar laminal; alofone de /l/. Também descrito como uma fricativa. Veja a fonologia norueguesa                                       |
| Kildin Sami | Kildin Sami          | пэӆтэ   | [ˈpel̥te]  | 'assustar'     | Contraste tridimensional: sem voz, sem voz, palatalizado, curto-longo, total de oito [l] fonemas.                                             |
| Turco       | Turco                | yol     | [ˈjo̞ɫ̪̊]    | 'caminho'      | Denti-alveolar laminal velarizado. É uma realização frequente de /ɫ/ em posições finais de palavra e pré-consonantais. Veja a fonologia turca |

### Alveolar
| Língua      | Língua    | Palavra    | IPA                               | Significado                | Notas |
| ----------- | --------- | ---------- | --------------------------------- | -------------------------- | --- |
| Dinamarquês | Padrão    | plads      | [ˈpl̥æs]                           | 'quadrado'                 | Antes de /l/, a aspiração de /p, t, k/ é realizada como dessonorização de /l/. Veja a fonologia dinamarquesa |
| Inglês      | Inglês    | Clean      | ligação=\|Sobre este som [kl̥iːn]ⓘ | 'limpar\limpo'             | |
| Estoniano   | Estoniano | mahl       | [mɑ̝hːl̥]                           | 'suco'                     | Alofone final de palavra de /l/ após /t, s, h/. Ver fonologia estoniana                                      |
| Tibetano    | Tibetano  | ལྷ          | [l̥a]                              | 'divindade'                | Contrastes aproximados laterais surdos e sonoros                                                             |
| Ucraniano   | Ucraniano | смисл      | [s̪mɪs̪l̥]                           | 'sentido'                  | Alofone final de palavra de /l/ após consoantes surdas. Ver fonologia ucraniana                              |
| Washo       | Washo     | madukwáwLu | [maduˈkwawl̥u]                     | 'girassol'                 | |
| Xumi        | Inferior  | [RPʁul̥o]   | [RPʁul̥o]                          | 'cabeça'                   | Contrasta com o /l/ sonoro.                                                                                  |
| Xumi        | Superior  | [EPbəl̥ɐ]   | [EPbəl̥ɐ]                          | 'para abrir uma fechadura' | Contrasta com o /l/ sonoro.                                                                                  |

### Postalveolar
| Língua | Língua | Palavra | IPA     | Significado | Notas |
| ------ | ------ | ------- | ------- | ----------- | --- |
| Turco  | Turco  | dil     | [ˈd̪il̠̊ʲ] | 'língua'    | Palatalizado. É uma realização frequente de /l/ em posições finais e pré-consonantais. Veja a fonologia turca |